# Blind Lemon Jefferson
Lemon Henry Jefferson (Coutchman (Texas), 26 oktober 1894 – Chicago (Illinois), 19 december 1929) was een invloedrijke blueszanger en gitarist.
Jefferson werd blind geboren. Hij was de jongste van zeven kinderen. Zijn ouders waren dagloners in Coutchman, Texas. 
Blind Lemon Jefferson nam ongeveer 100 nummers op tussen 1925 en 1929, en maakte 43 platen, allemaal - op een na - voor Paramount Records. Hij was een van de meest populaire blueszangers in de jaren '20 en volgens sommigen een van de grootste zangers in de geschiedenis van de blues. Het was voornamelijk door het succes van artiesten zoals Blind Lemon Jefferson, Blind Blake en Ma Rainey dat Paramount hét toonaangevende bedrijf werd voor blues in de jaren '20 van de twintigste eeuw.
Hij was de auteur van vele deuntjes (waaronder de klassieker "See That My Grave is Kept Clean") die later gecoverd werden.
Jefferson had grote invloed op de volgende generatie blueszangers en gitaristen, zoals Lead Belly, met wie hij in Dallas een tijdje samen speelde.
Hij stierf in Chicago, Illinois.